# Оаза

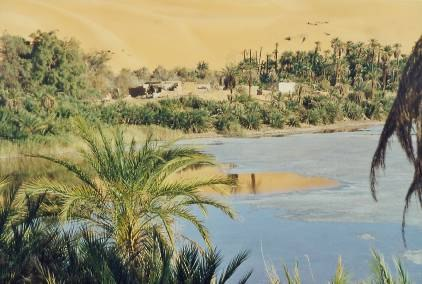
Оаза в лівійській частині Сахари

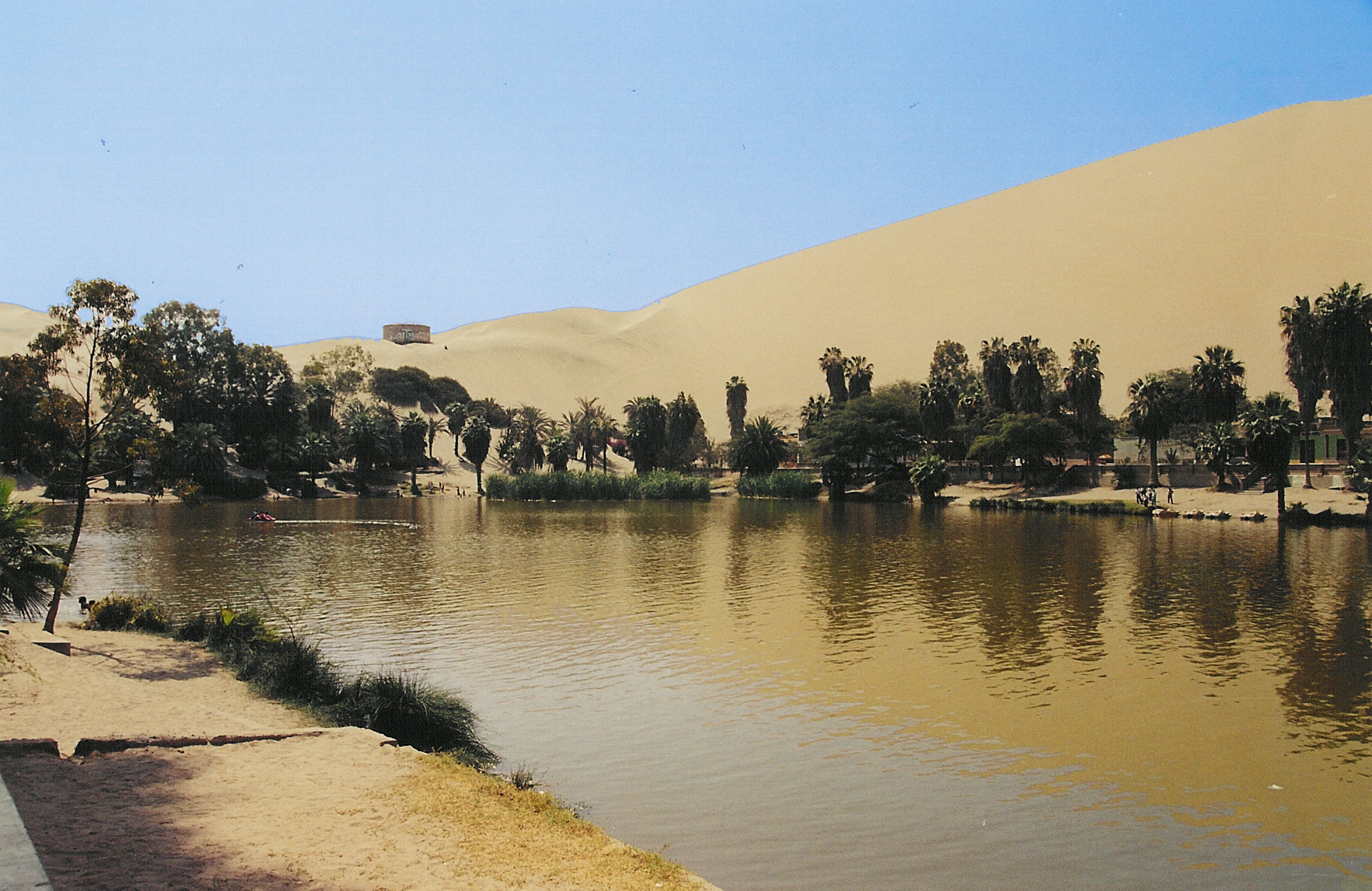
Оаза Уакачина в Перу

Оа́за, оа́з, оа́зис (лат. oasis, грец. Οαςις — місцевість, можливо, з первісним значенням «місце проживання») — розташована біля природної водойми, ділянка деревної, чагарникової або трав'янистої рослинності посеред пустелі чи напівпустелі. Існування оаз зумовлене більш інтенсивним, порівняно з прилеглими районами, зволоженням (природним чи штучним). Оази часто стають притулком для місцевих тварин і людей. Оази можуть істотно розрізнятися за величиною та характером: від невеликих ставків, облямованих фініковими пальмами, до цілих міст із сільськогосподарськими угіддями площею у десятки тисяч км² (великі оази в пустелі Сахара — Фаюм, Тагхіт, долина Нілу та інші, Ферганська долина у Центральній Азії).
За своїми розмірами оази значно відрізняються одна від одної. Одні бувають з величезними запасами підземних вод, достатніми для того, щоб напоїти мешканців великого поселення. Інші можуть слугувати лише тимчасовим прихистком і місцем відпочинку для мандрівників, або кочівників, де можна напоїти тварин і поповнити збіднілі запаси їжі та води. Місцеві мешканці пустель часто використовують оази, як місце для ярмарків.

## Географія
У західній частині пустелі Сахара розташовані дві відомі природні оази: Лагуат і Айн-Салах. Ці оази зрошуються дощовою водою, яка стікає зі схилів гір Сахарського Атласу і, накопичуючись в долинах, утворює невеликі струмки. Майже всі оази Лівійської пустелі зрошуються підземними водами, бо в цих місцях рідко побачиш струмки, що біжать поверхнею землі.
Крім природних оаз, існують ще й пробурені людиною штучні артезіанські свердловини, що забезпечують водою цілі селища. Розробляють проєкти з розширення площ старих і створення нових оаз в Сахарі. Іноді з допомогою іригації — раціонального поливу — вдається перетворити мертву пустелю на квітучий сад. Наприклад, штучний канал, що бере свій початок біля берегів річки Колорадо і перетинає всю Колорадську пустелю, напоїв колись безплідні землі Кінг-Веллі у південній Каліфорнії.

## Антарктида
Оазами також називають звільнені від льоду ділянки в Антарктиді — антарктичні оази.